# Karl Ehehalt
Karl Ehehalt (* 23. Februar 1902 in Würzburg; † nach 1952) war ein deutscher Landrat.

## Leben
Nach dem Abitur studierte Karl Ehehalt Rechtswissenschaften an der Julius-Maximilians-Universität Würzburg, wo er  Mitglied der Studentenverbindung Thuringa Würzburg war. Nach der ersten juristischen Staatsprüfung im Jahre 1925 folgte der dreijährige Vorbereitungsdienst. Am 1. Dezember 1929 legte er das Große juristische Staatsexamen ab. Bevor Ehehalt 1940 mit der Leitung der Verwaltung des Landratsamtes Prachatitz beauftragt wurde, war er von 1934 an als Regierungsrat beim Bezirksamt Schweinfurt tätig. 
Der Landkreis Prachatitz gehörte nach der erzwungenen Abtretung des  Sudetenlandes von 1939 bis 1945 zum bayerischen Regierungsbezirk Niederbayern und Oberpfalz. Mit dem Ende des Krieges im Mai 1945 erübrigte sich seine Tätigkeit als Landrat in Prachatitz. Ehehalt kam zur Regierung von Unterfranken. Am 1. Januar 1952 wurde er zum Oberregierungsrat ernannt. Später war er dort als Regierungsdirektor tätig. Über seinen weiteren Lebensweg gibt die Quellenlage keine Aufschlüsse.